# 東単区
東単区（どうたん-く）は中華人民共和国北京市にかつて存在した市轄区。

## 歴史
中華民国時代の1929年（民国18年）に設置された北平市内一区を前身とする。1952年に東単が区内に位置することより東単区と改称された。1958年に東四区と合併し東城区に改編され消滅した。

## 行政区画
| 前の行政区画 北平市内一区 | 北京市の歴史的地名 1952年 - 1958年 | 次の行政区画 東城区 |